# Say So (Bent Knee)
Say So è il terzo album in studio del gruppo musicale statunitense Bent Knee, pubblicato il 20 maggio 2016 dalla Cuneiform Records.

## Descrizione
Il disco presenta sonorità più vicine al rock progressivo rispetto al passato, presentando dal punto di vista dei testi tematiche come difficoltà di crescere e l'affrontare i demoni personali, ma anche la speranza per un futuro migliore.
Say So è inoltre la prima pubblicazione attraverso un'etichetta discografica, la statunitense Cuneiform Records (con la quale i Bent Knee hanno siglato un contratto nel dicembre 2015), che ha permesso al gruppo di esibirsi in varie località del mondo, partendo da una tournée europa e intraprendendone una statunitense nell'autunno 2016 come artisti d'apertura ai The Dillinger Escape Plan.

## Tracce
Testi e musiche dei Bent Knee.
1. Black Tar Water – 3:29
2. Leak Water – 4:41
3. Counselor – 5:50
4. Eve – 9:12
5. Interlude – 0:49
6. The Things You Love – 6:12
7. Nakami – 5:19
8. Commercial – 3:44
9. Hands Up – 5:40
10. Good Girl – 6:43

## Formazione
Gruppo
- Ben Levin – chitarra, voce
- Chris Baum – violino, voce
- Courtney Swain – voce, tastiera
- Gavin Wallace-Ailsworth – batteria
- Jessica Kion – basso, voce
- Vince Welch – sintetizzatore, effetti sonori

Altri musicisti
- Andy Bergman – sassofono contralto, clarinetto
- Ben Swartz – violoncello
- Bryan Murphy – tromba
- Geni Skendo – flauto, shakuhachi
- Geoff Nielsen – trombone
- James Dineen – voce narrante
- Keith Dickerhofe – violoncello
- Nathan Cohen – violino
- Sam Morrison – sassofono baritono
- Rebecca Hallowell – viola
- Alessandra Cugno – voce (tracce 3 e 6)
- Andrew Humphries – voce (tracce 3 e 6)
- Anil Prasad – voce (tracce 3 e 6)
- Celine Ferro – voce (tracce 3 e 6)
- Clint Degan – voce (tracce 3 e 6)
- Curtis Hartshorn – voce (tracce 3 e 6)
- Geni Skendo – voce (tracce 3 e 6)
- James Willetts – voce (tracce 3 e 6)
- Jeri Schibelli – voce (tracce 3 e 6)
- Jessie Vitale – voce (tracce 3 e 6)
- Josh Golberg – voce (tracce 3 e 6)
- Kelsey Devlin – voce (tracce 3 e 6)
- Leilani Roser – voce (tracce 3 e 6)
- Leo Fonseca – voce (tracce 3 e 6)
- Mary Freedlund – voce (tracce 3 e 6)
- Max Freedlund – voce (tracce 3 e 6)
- Michael Vitale – voce (tracce 3 e 6)
- Mike Razo – voce (tracce 3 e 6)
- Miriam Olken – voce (tracce 3 e 6)
- Peter Danilchuk – voce (tracce 3 e 6)
- Rebecca Hallowell – voce (tracce 3 e 6)
- Roland Rotsitaille – voce (tracce 3 e 6)
- Ryan Jackson – voce (tracce 3 e 6)
- Sam Swan – voce (tracce 3 e 6)
- Stephen Humphries – voce (tracce 3 e 6)
- Susan Putnins – voce (tracce 3 e 6)
- Tim Doherty – voce (tracce 3 e 6)
- Toni Schibelli – voce (tracce 3 e 6)
- Tori Bedford – voce (tracce 3 e 6)

Produzione
- Vince Welch – produzione, missaggio, ingegneria del suono aggiuntiva
- Matt Beaudoin – ingegneria del suono
- Chris McLaughlin – ingegneria del suono aggiuntiva
- Grace Reader – assistenza tecnica
- Griffin Bach – assistenza tecnica
- Jamie Rowe – assistenza tecnica
- Joel Edinberg – assistenza tecnica
- Matt Carlson – assistenza tecnica
- Michael Healy – assistenza tecnica
- Steven Xia – assistenza tecnica
- John Cuniberti – mastering